# Curtiss-Wright C-46 Commando
Ку́ртіс-Райт С-46 «Комма́ндо» (англ. Curtiss-Wright C-46 Commando) — американський військово-транспортний літак часів Другої світової війни.
Після Другої світової війни короткий час використовувався як пасажирський, але був швидко витіснений іншими моделями. Як транспортний використовувався в ВПС США до 1968 року. Його експлуатація як міцного і надійного транспорту триває і в 21-столітті в арктичних районах США і Канади.

## Галерея

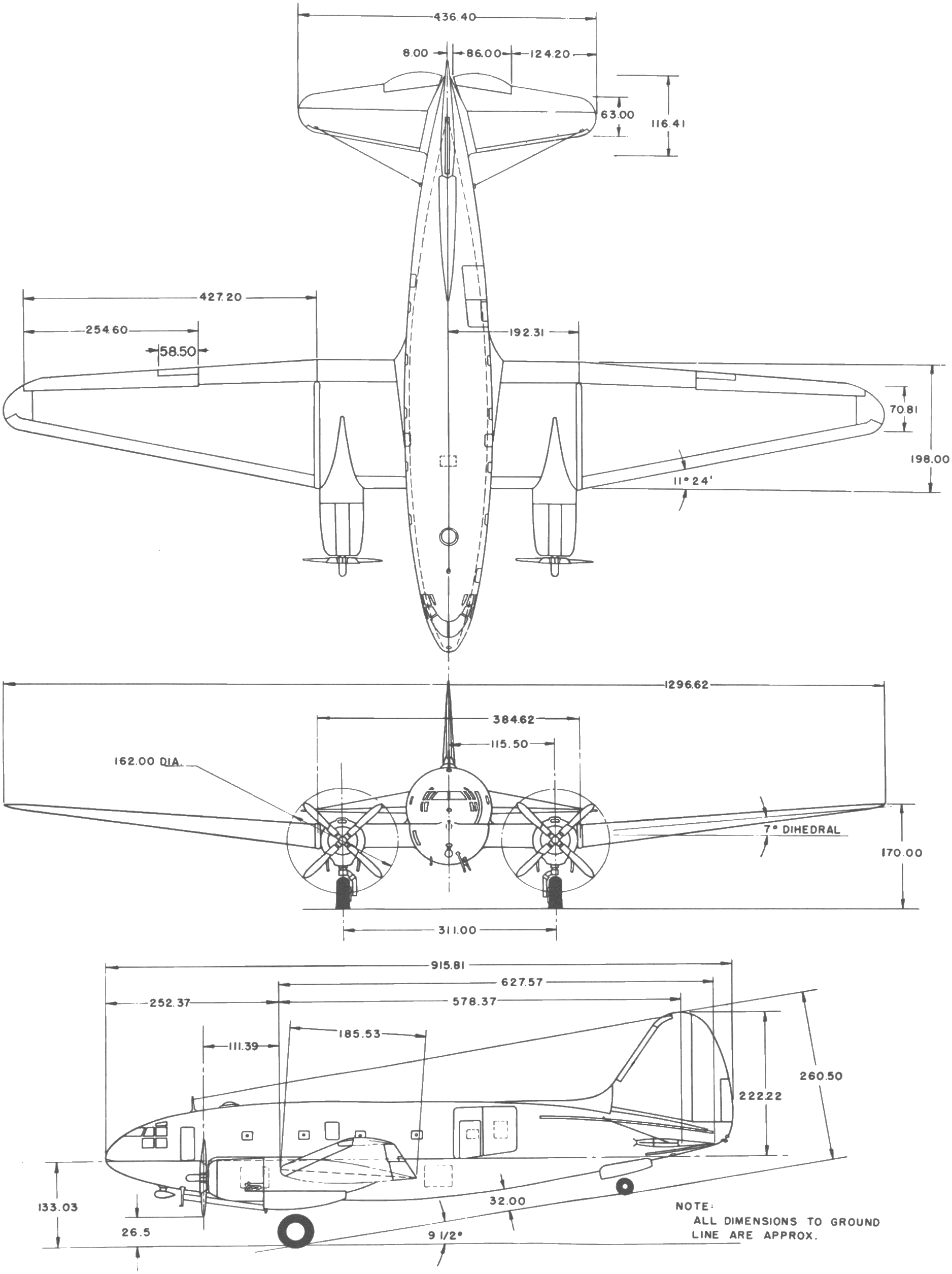
Curtiss C-46 Commando
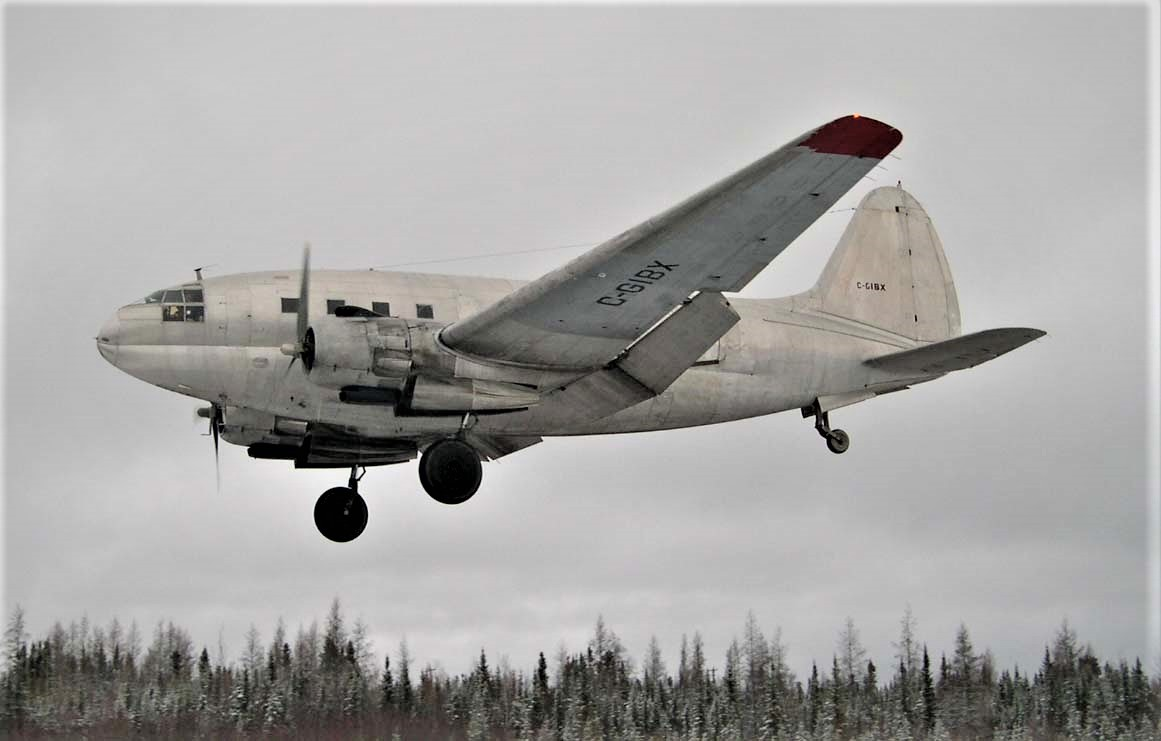
С-46 заходить на посадку. 2007
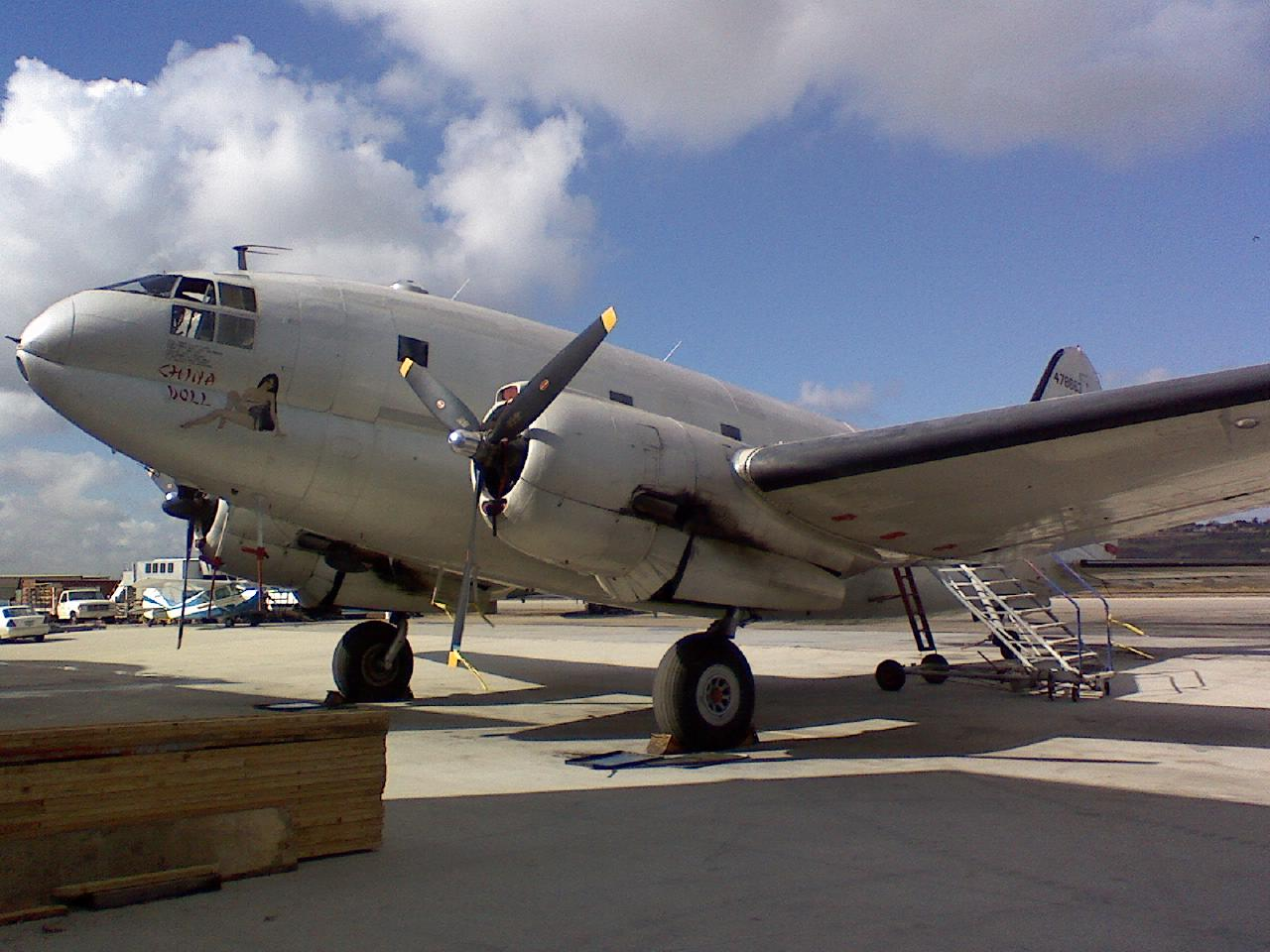
«Коммандо» на аеродромі. Каліфорнія
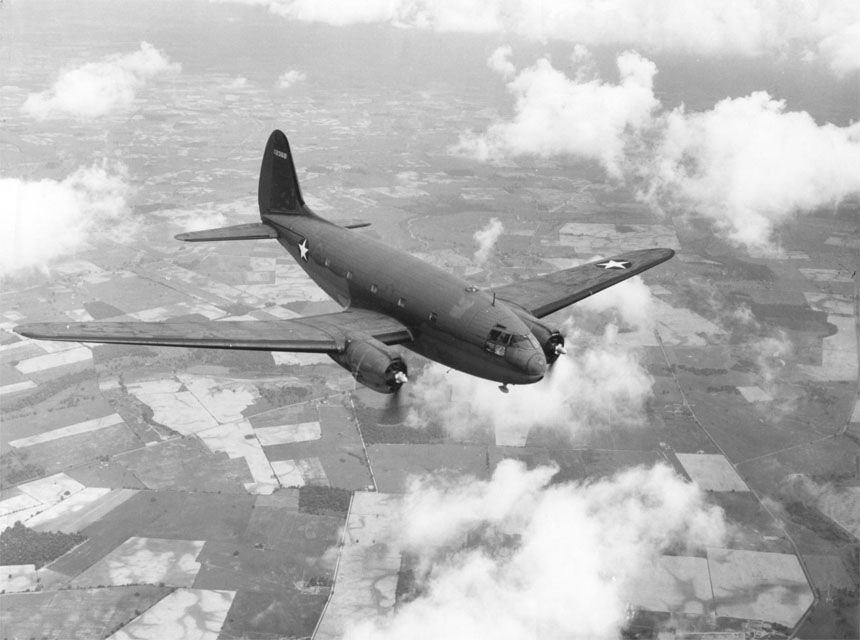
Літак С-46 на польоті
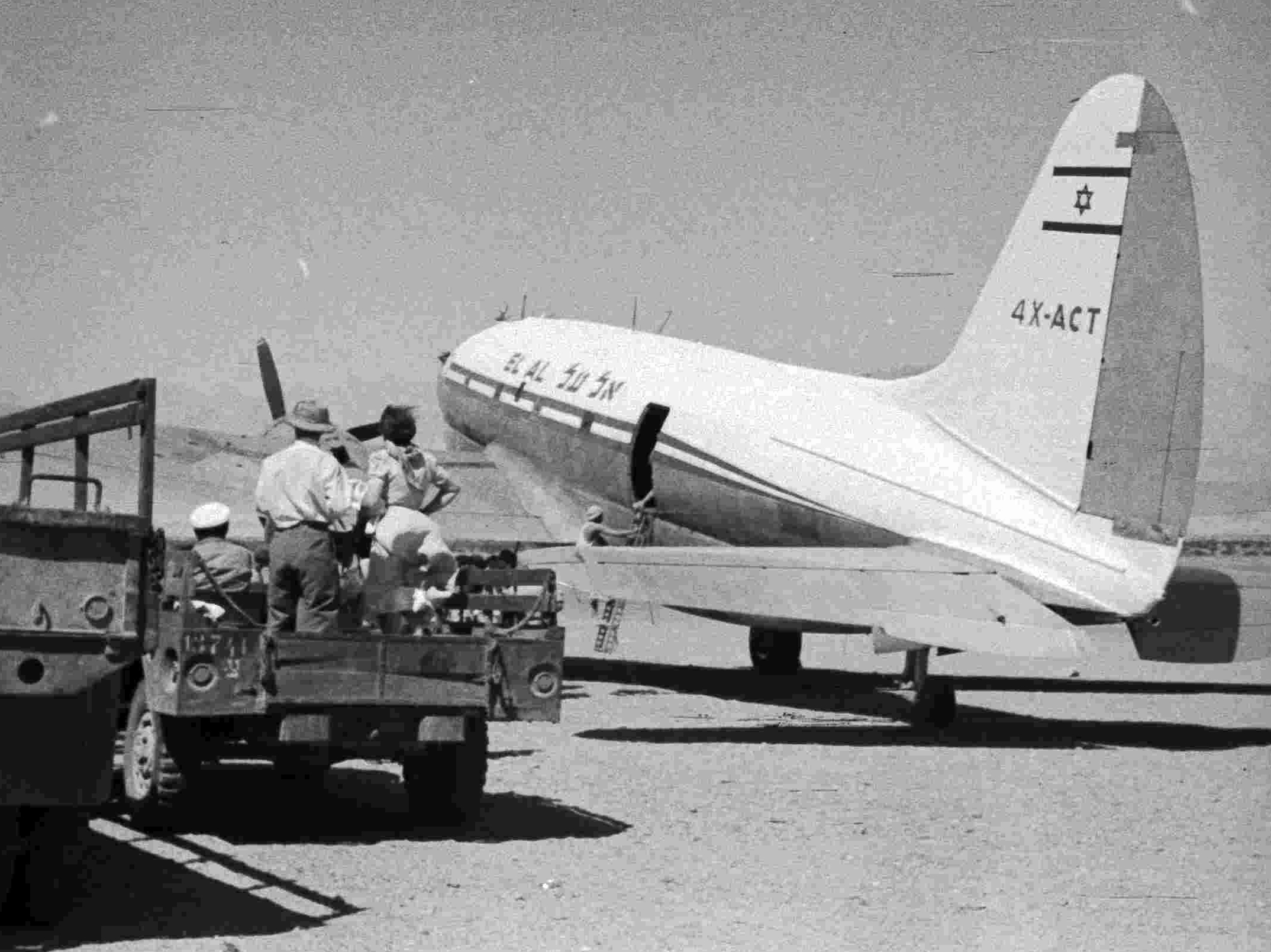
С-46 «Коммандо» в одном з аеропортів Ізраїля.1952